# 中国电影器材公司
中国电影器材有限责任公司，原称中国电影器材公司，成立于1951年，2010年改制为中国电影器材有限责任公司。

## 历史
1951年7月1日，中国电影器材公司在北京成立，负责全中国统一配置供应电影物资器材和管理技术、设计和生产等工作。
2010年，伴随着中国电影股份公司的成立，中国电影器材公司改制为中国电影器材有限责任公司。